# Thermopolium

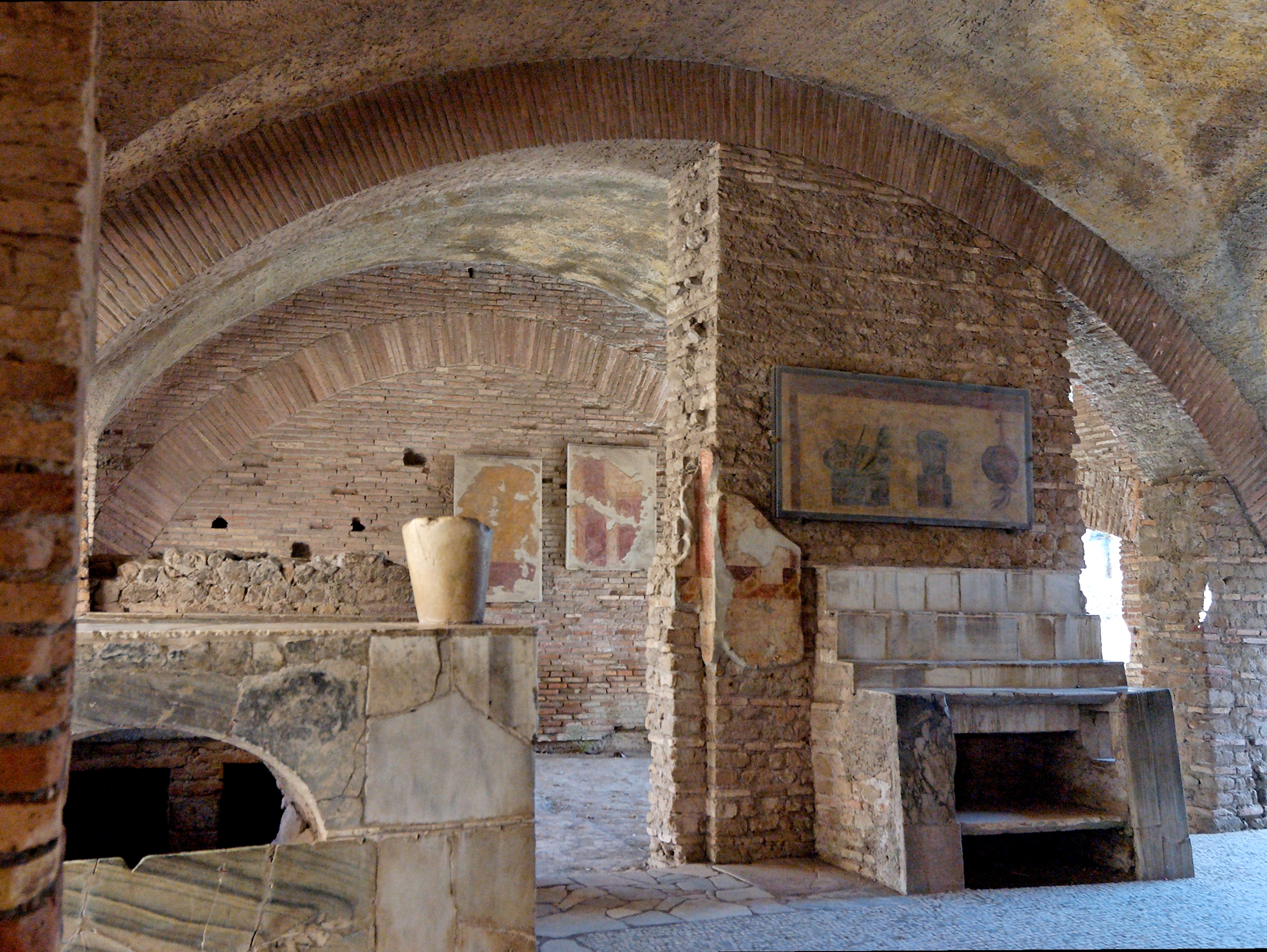
Thermopolium a Òstia

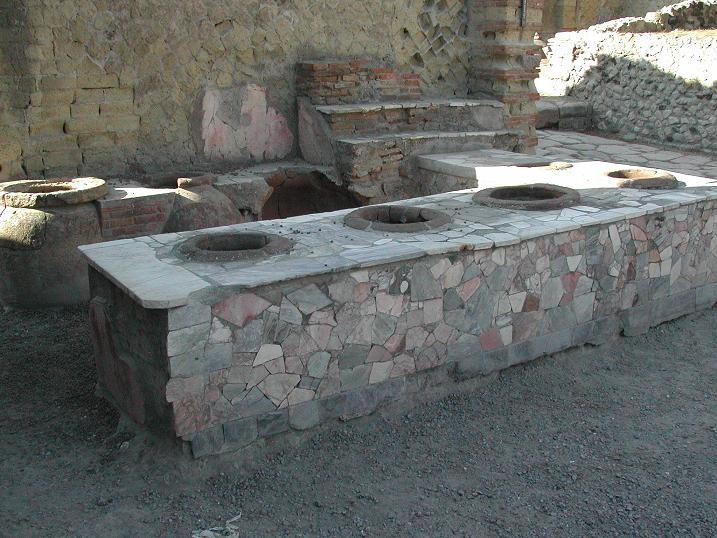
Taulell d'un thermopolium a Herculà

El thermopolium o termopoli (mot llatí; en plural thermopolia) era un establiment on se servia i es venia menjar preparat, tant fred com calent, que es podia emportar o bé consumir allà directament. Es tractaria d'un antic precedent dels restaurants de menjar ràpid.

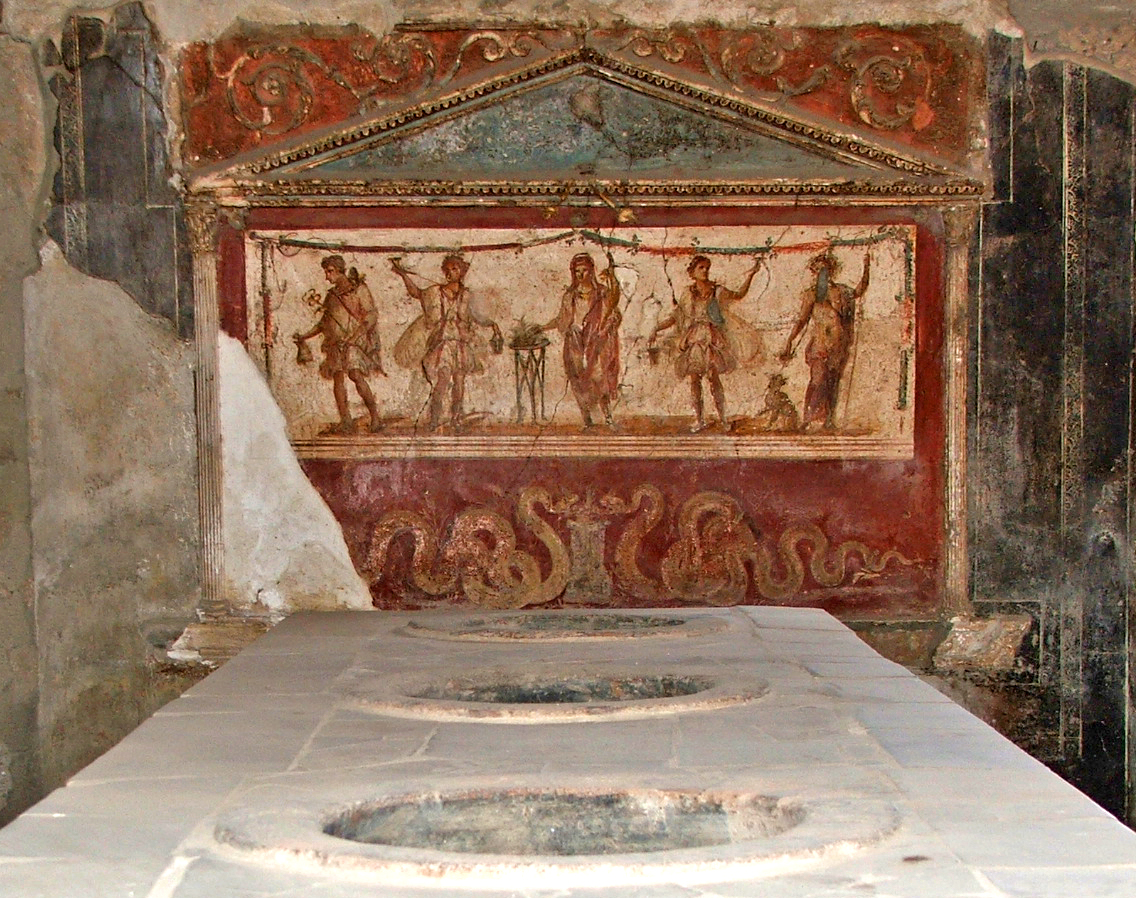
El thermopolium de Vetuci Plàcid, a Pompeia

Els thermopolia van ser molt característics de l'Imperi Romà i n'hi ha de conservats a les excavacions de Pompeia, Herculà i Òstia. De fet, a la primera d'aquestes ciutats se'n poden veure encara les restes d'una bona colla, alguns en estat precari i altres de molt ben conservats, com el de Vetuci Plàcid, a la Via de l'Abundància. Els thermopolia eren molt populars i econòmics, ja que era habitual menjar fora de casa, sobretot entre les classes més populars, ja que sovint les cases humils no disposaven de cuina.
Normalment es tractava de locals petits que tenien uns taulells d'obra en forma de L construïts al voltant de grans gerres de terrissa (dolia) dins les quals es guardaven els aliments per mantenir-los freds o calents. El client triava el menú i pagava directament al taulell. Optaven per menjar-lo al triclini del local o endur-se'l a casa. El triclini era un menjador situat al mateix local, decorat normalment amb frescos i que estava condicionat perquè els clients hi mengessin còmodament. Una altra dependència de la qual disposaven alguns thermopolia era el viridarium, un jardí tancat on els clients podien gaudir del menjar a la fresca.